# Беш-Озьок
Беш-Озьок (рос. Беш-Озёк) — село Шебалінського району, Республіка Алтай Росії. Входить до складу Беш-Озькського сільського поселення.
Населення — 750 осіб (2015 рік).